# The...
A The... a dél-koreai JYJ együttes első középlemeze, melyet japán nyelven jelentettek meg 2010. szeptember 8-án, akkor még JUNSU/JEJUNG/YOOCHUN név alatt. A DVD-változaton szerepeltek a Thanksgiving Live in Dome koncertjük próbájának felvételei is.
Az album megjelenése előtt a dalok élő koncertfelvételeit digitális formában adták ki, ezek felkerültek a RIAJ Digital Track Chart slágerlistájára, a W 19. helyen, az Icudatte kimi ni a 20., a Get Ready a 66., a Long Way pedig a 80. helyen. A szeptemberben megjelent stúdiófelvételes változatok közül az Icudatte kimi ni a 35., a W a 48. helyen végzett, a többi dal nem került fel a slágerlistára.

## Számlista
| 1.    | Icudatte kimi ni (いつだって君に; Hepburn: Itsudatte kimi ni, ’Always for You’) | Macui Goró, Reo                   | 5:26 |
| 2.    | Get Ready                                                                       | H.U.B., H-Wonder                  | 4:31 |
| 3.    | Long Way                                                                        | H.U.B., Denise Rich               | 4:02 |
| 4.    | W                                                                               | Inoue Sindzsiró, Szuzuki Daiszuke | 6:07 |
| 20:06 |                                                                                 |                                   |      |

| CD-verzió bónuszdalok | CD-verzió bónuszdalok                              | CD-verzió bónuszdalok | CD-verzió bónuszdalok | CD-verzió bónuszdalok | CD-verzió bónuszdalok | CD-verzió bónuszdalok | CD-verzió bónuszdalok | CD-verzió bónuszdalok | CD-verzió bónuszdalok |
| #                     | Cím                                                | Hossz                 |                       |                       |                       |                       |                       |                       |                       |
| --------------------- | -------------------------------------------------- | --------------------- | --------------------- | --------------------- | --------------------- | --------------------- | --------------------- | --------------------- | --------------------- |
| 5.                    | Icudatte kimi ni (Floor on the Intelligence Remix) | 5:29                  |                       |                       |                       |                       |                       |                       |                       |
| 6.                    | Get Ready (Caramel Pod Remix)                      | 8:00                  |                       |                       |                       |                       |                       |                       |                       |
| 7.                    | Long Way (Daishi Dance Remix)                      | 5:16                  |                       |                       |                       |                       |                       |                       |                       |
| 8.                    | W (The Big Sky in the East Ver.)                   | 6:04                  |                       |                       |                       |                       |                       |                       |                       |
| 9.                    | Icudatte kimi ni (Thanksgiving Live in Dome Ver.)  | 5:41                  |                       |                       |                       |                       |                       |                       |                       |
| 10.                   | Get Ready (Thanksgiving Live in Dome Ver.)         | 5:56                  |                       |                       |                       |                       |                       |                       |                       |
| 11.                   | Long Way (Thanksgiving Live in Dome Ver.)          | 4:20                  |                       |                       |                       |                       |                       |                       |                       |
| 12.                   | W (Thanksgiving Live in Dome Ver.)                 | 6:16                  |                       |                       |                       |                       |                       |                       |                       |
| 1:07:08               |                                                    |                       |                       |                       |                       |                       |                       |                       |                       |

| CD+DVD bónuszdalok | CD+DVD bónuszdalok              | CD+DVD bónuszdalok | CD+DVD bónuszdalok | CD+DVD bónuszdalok | CD+DVD bónuszdalok | CD+DVD bónuszdalok | CD+DVD bónuszdalok | CD+DVD bónuszdalok | CD+DVD bónuszdalok |
| #                  | Cím                             | Hossz              |                    |                    |                    |                    |                    |                    |                    |
| ------------------ | ------------------------------- | ------------------ | ------------------ | ------------------ | ------------------ | ------------------ | ------------------ | ------------------ | ------------------ |
| 5.                 | Icudatte kimi ni (Instrumental) | 5:25               |                    |                    |                    |                    |                    |                    |                    |
| 6.                 | Get Ready (Instrumental)        | 4:31               |                    |                    |                    |                    |                    |                    |                    |
| 7.                 | Long Way (Instrumental)         | 4:02               |                    |                    |                    |                    |                    |                    |                    |
| 8.                 | W (Instrumental)                | 6:02               |                    |                    |                    |                    |                    |                    |                    |
| 40:06              |                                 |                    |                    |                    |                    |                    |                    |                    |                    |

| DVD   | DVD                              | DVD   | DVD | DVD | DVD | DVD | DVD | DVD | DVD |
|       | Cím                              | Hossz |     |     |     |     |     |     |     |
| ----- | -------------------------------- | ----- | --- | --- | --- | --- | --- | --- | --- |
| 1.    | Thanksgiving Live in Dome próbák |       |     |     |     |     |     |     |     |
| 2.    | Icudatte kimi ni Special Movie   |       |     |     |     |     |     |     |     |
| 25:00 |                                  |       |     |     |     |     |     |     |     |

## Listahelyezések
| Toplista (2010)           | Legmagasabb helyezés |
| ------------------------- | -------------------- |
| Oricon (napi)             | 1                    |
| Oricon (heti)             | 1                    |
| Oricon (éves összesített) | 42                   |

## Eladási adatok
| Lista                | Eladott példányszám  |
| -------------------- | -------------------- |
| Fizikai album eladás | 175 000              |
| RIAJ                 | aranylemez (100 000) |